# Bambo
Bambo – wiersz dla dzieci Juliana Tuwima opublikowany po raz pierwszy w 1935 na łamach „Wiadomości Literackich”.

## Treść
Wiersz to historia Bambo – czarnoskórego dziecka, które uczy się w afrykańskiej szkole z pierwszej czytanki. Gdy wraca do domu, „psoci i figluje”, za co matka nazywa go łobuzem. Gdy matka oferuje mu mleko, on ucieka i wspina się na drzewo. Gdy matka każe mu się wykąpać, on boi się, że się wybieli, mimo to, jego matka go kocha. Wiersz kończy się stwierdzeniem: „szkoda, że Bambo czarny, wesoły, nie chodzi razem z nami do szkoły”.
Utwór składa się z 16 wersów.
Wiersz Murzynek Bambo znajdował się w elementarzu Mariana Falskiego, a także w innych podręcznikach nauczania początkowego.

## Odbiór

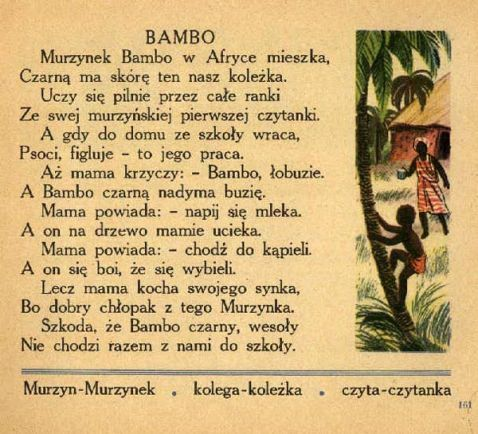
Tekst Murzynka Bambo

Część komentatorów odbiera utwór jako obraźliwy dla osób czarnoskórych. Inni z kolei wskazują, że rasizm z całą pewnością nie leżał w zamyśle autora, zaś historia Bambo wzbudza u dzieci sympatię dla ich afrykańskich rówieśników.